# André Schäfer (E-Sportler)
André „fLiXX“ Schäfer (* 6. März 1990 in Kronach) ist ein ehemaliger deutscher E-Sportler und heutiger Unternehmer. Bekannt wurde er durch seine Aktivitäten in den Spielen Jedi Knight: Jedi Academy, Wolfenstein: Enemy Territory sowie Enemy Territory: Quake Wars.

## Leben
André Schäfer wurde am 6. März 1990 in der oberfränkischen Stadt Kronach geboren. In den frühen 2000er Jahren etablierte er sich als einer der bekanntesten deutschen Spieler in der Enemy-Territory-Community.

## Laufbahn
Schäfer begann seine E-Sport-Karriere unter dem Nickname FlixX im Spiel Wolfenstein: Enemy Territory. Bereits im Jahr 2004 wurde er im Rahmen des internationalen „Enemy Territory Cup Spring 2004“ auf der Liga-Plattform ClanBase als Player of the Match ausgezeichnet.
In den Folgejahren trat Schäfer in mehreren europäischen Wettbewerben an. So war er unter dem Namen FLiXX Teil des deutschen Regionalteams Team Bayern, das 2006 am „ESL Bundesländer-Cup“ teilnahm. Zudem war er zeitweise Mitglied des deutschen Nationalteams Team Germany und wurde 2007 von der Szene als einer der stärksten deutschen Spieler in Enemy Territory erwähnt. Unter anderem durch den Zuschauerkommentar *„No Flixx – no win“* im NationsCup-Finale gegen Polen.
Neben seiner Teilnahme an Auswahlmannschaften spielte Schäfer unter anderem für bekannte Clans wie HighBot. Im Rahmen des ClanBase EuroCup XIV 2007 war er dort im Lineup beim Match gegen zeroPoint gelistet.
Im Jahr 2007 spielte Schäfer für das europäische Team GamePoint Online (GMPO).
Mit der Veröffentlichung von Enemy Territory: Quake Wars wechselte Schäfer 2007 in die neue Szene und wurde 2008 als Teil des professionellen deutschen Clans n!faculty. Mit dem Team erreichte er bei der von GameStar unterstützten ET: Quake Wars Supported League den dritten Platz im Finalturnier.
Er spielte außerdem im Jahr 2008 für das deutsche Nationalteam in Enemy Territory: Quake Wars und nahm unter anderem am offiziellen Länderspiel gegen Österreich teil.
Nach dem Ende seiner aktiven E-Sport-Zeit im Jahr 2008 wandte sich Schäfer verstärkt digitalen Projekten zu. Dabei beschäftigte er sich intensiv mit der technischen Struktur und Reichweite von Webseiten. 2022 gründete er das Unternehmen sagemedia mit Sitz in Bad Staffelstein.
Im Rahmen themenbezogener Online-Wettbewerbe erzielte Schäfer mehrfach vordere Platzierungen. 2021 erreichte eines seiner Projekte den ersten Platz bei einem bundesweiten Vergleich. Im Folgejahr 2022 belegte er mit einer bewusst inhaltsfreien Testseite eine Spitzenposition unter den besten fünf.